# Ghana Railways Company limited

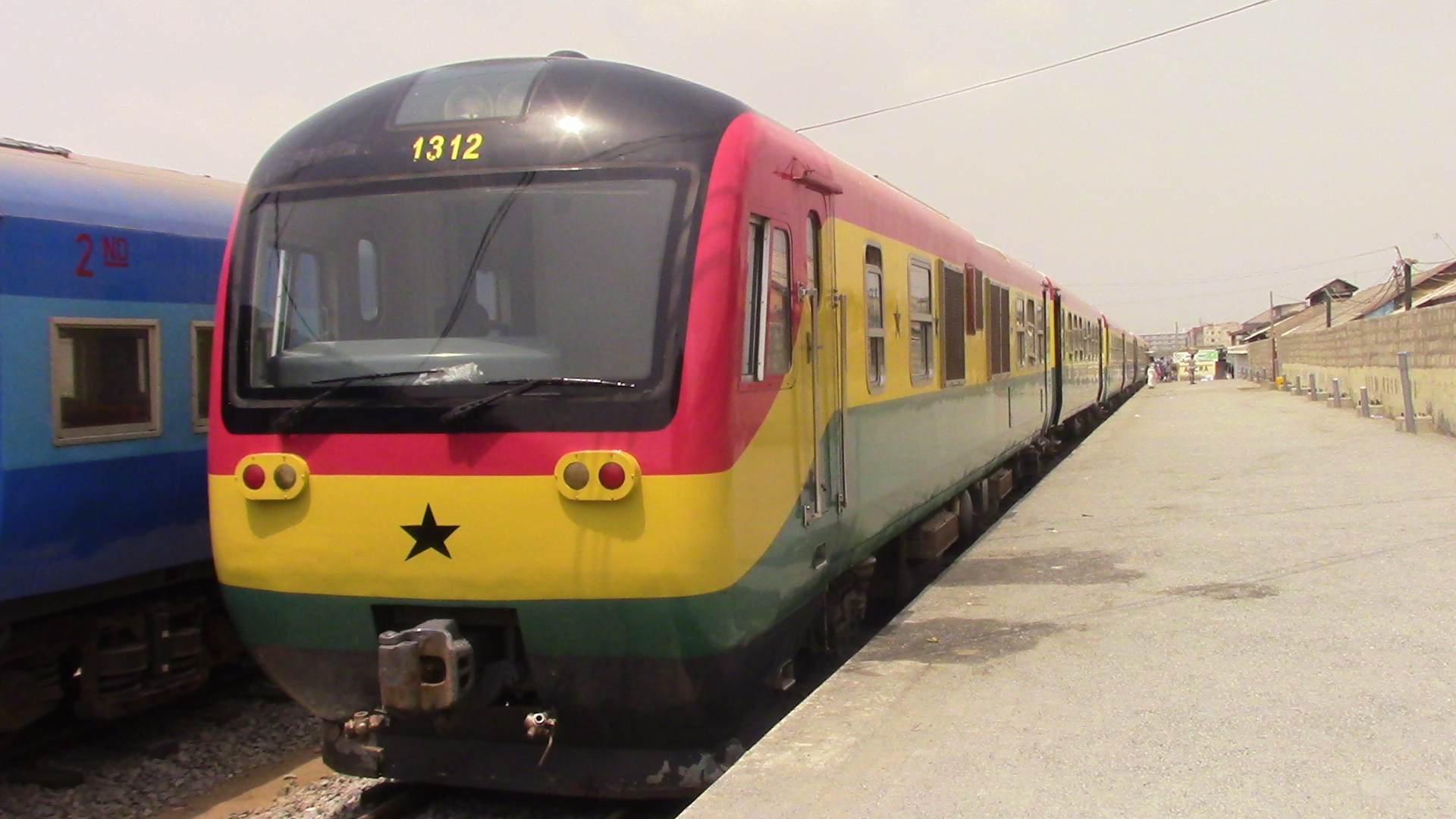
Autorail de la Ghana railways company limited en gare à Accra

Ghana railways company limited est la société d'état chargée de gérer les chemins de fer du Ghana

## Histoire
Lors de l'indépendance du Ghana en 1957, l'ancien Gold coast government railways est fusionné avec le service des ports pour former le Ghana railway and ports autorithy. Cette situation dure jusqu'en 1976, où les chemins de fer retrouvent leur indépendance dans le cadre du Ghana railway corporation. L'entreprise voit à nouveau son statut modifié le 19 mars 2001 et devient Ghana railways company limited.

## Le réseau
Peu à peu, le réseau hérité des GCGR s'est contracté :
Les lignes Oda-Kade et Achimota-Tena-Shai hills sont fermées en 1995.
La ligne Tarkwa-Prestea est fermée au trafic voyageurs en 1998, celle de Nsawam-Koforidua-Kumasi en 2001.
Depuis le 5 mai 2006, le service est suspendu sur la ligne Dunkwa-Averaso et la ligne de l'ouest Takoradi-Kumasi, les seules qui étaient encore exploitées. Officiellement, cette interruption est due à l'augmentation des prix des produits pétroliers.
À l'heure actuelle, seul un service de navettes est encore assuré entre Accra et Nsawan

## Le matériel
- Locomotives diesel

| Type   | Classe | N° GRC      | Constructeur        | Type usine | N° usine             | Année | Puissance | Notes |
| BB DE  | ?      | ? (10)      | English Electric    | ?          | ?                    | 1955  | 750 ch.   |       |
| BB DE  | ?      | ? (13)      | Birmingham Ry C & W | ?          | ?                    | 1957  | 410 ch.   |       |
| 030 DH | 500    | 501 à 506   | Henschel            | DH 500     | 29989 à 29994        | 1959  | 500 ch.   |       |
| 030 DH | 500    | 507 à 510   | Henschel            | DH 500     | 30699 à 30702        | 1963  | 500 ch.   |       |
| 030 DH | 540    | 541 à 552   | Henschel            | DH 600     | 32058 à 32069        | 1975  | 540 ch.   |       |
| BB DE  | 700    | 701 à 706   | Brush               | ?          | 864 à 869            | 1982  | 650 ch.   |       |
| BB DE  | 720    | 721 à 724   | Daewoo              | DLC 01     | ?                    | 1986  | 720 ch.   |       |
| CC DE  | 1400   | 1401 à 1404 | Henschel            | TT 12      | 29995 à 29999        | 1959  | 1310 ch.  |       |
| CC DE  | 1400   | 1406 à 1418 | Henschel            | TT 12      | 30000 à 30012        | 1959  | 1310 ch.  |       |
| CC DE  | 1650   | 1651 à 1660 | Henschel            | J 22 CU    | 32231 à 32240        | 1977  | 1500 ch.  |       |
| CC DE  | 1650   | 1661 à 1663 | Henschel            | J 22 CU    | 33063 à 33065        | 1995  | 1500 ch.  |       |
| CC DE  | 1670   | 1670 à 1683 | General Motors      | GT 18 LC2  | 928803.1 à 928803.14 | 1996  | 1600 ch.  |       |
| CC DE  | 1850   | 1851 à 1864 | English Electric    |            | 3850 à 3869          | 1969  | 1015 ch.  |       |
| CC DE  | 2600   | 2601 à 2609 | GEC-Alsthom         | AD 26 C    | ?                    | 1993  | 2600 ch.  |       |